# Acta Baltico-Slavica
«Acta Baltico-Slavica» — научный журнал, международный междисциплинарный ежегодник, освещающий проблемы пограничья балтийско-славянских народов.
На страницах ежегодника печатаются материалы из области лингвистики, антропологии, исторических и культурных исследований.
В 1964—1977 годы, издавался Белостокским научным обществом, впоследствии, с 1977 по 1992 г. — национальной библиотекой им. Оссолинских во Вроцлаве. Начиная с 1992 года, журнал публикуется Институтом славистики Польской академии наук в Варшаве.
Журнал освещает результаты исследований по историческим вопросам и актуальные события и процессы в
культурной, общественной и языковой областях балтийско-славянского пограничья.
Публикует научные работы по гуманитарным транснациональным исследованиям, политическим, общественным, хозяйственным, культурным и языковым отношениям, сравнительному литературоведению, анализу исторических процессов балтийских и славянских народов в прошлом и ныне.
На страницах «Acta Baltico-Slavica» печатают свои статьи языковеды, культурологи и антропологи культуры из научных центров всего мира. Журнал открыт для нестандартных тем и методов исследований, а также дискуссий и полемики.
Журнал зарегистрирован в ERIH (European Reference Index for the Humanities).
В 1975—1990 годах главным редактором журнала был Ян Сафаревич (1904—1992), польский языковед, профессор Ягеллонского университета, член Польской академии наук; почётный доктор Вильнюсского университета и Ягеллонского университета.
С 1990 года журнал редактирует Ирида Грек-Пабисова (Iryda Grek-Pabisowa).